# Communauté de communes du Verteillacois
La communauté de communes du Verteillacois est une ancienne communauté de communes française située dans le département de la Dordogne, en région Aquitaine.

## Historique
La communauté de communes du Verteillacois a été créée le 30 décembre 1996 avec 11 communes.
Elle s'est ensuite élargie avec l'arrivée d'autres communes :
- Cercles le 18 décembre 2000,
- Champagne-et-Fontaine ainsi que Cherval le 27 décembre 2001,
- Nanteuil-Auriac-de-Bourzac le 1er juillet 2010[1].
- Bourg-des-Maisons le 1er janvier 2013[2].

Par arrêté no 121324 du 6 décembre 2012, un projet de fusion est envisagé entre la communauté de communes du Verteillacois, celle des Hauts de Dronne, celle du Ribéracois et celle du Val de Dronne. La nouvelle entité, effective le 1er janvier 2014, porte le nom de communauté de communes du Pays Ribéracois, renommée en 2019 en communauté de communes du Périgord Ribéracois.

## Composition
En 2013, la communauté de communes du Verteillacois regroupait seize des dix-sept communes du canton de Verteillac (dont était absente Bertric-Burée) :
1. Bourg-des-Maisons
2. Bouteilles-Saint-Sébastien
3. Cercles
4. Champagne-et-Fontaine
5. La Chapelle-Grésignac
6. La Chapelle-Montabourlet
7. Cherval
8. Coutures
9. Gout-Rossignol
10. Lusignac
11. Nanteuil-Auriac-de-Bourzac
12. Saint-Martial-Viveyrol
13. Saint-Paul-Lizonne
14. La Tour-Blanche
15. Vendoire
16. Verteillac

## Politique et administration
| Période                                  | Période       | Identité       | Étiquette | Qualité                                                          |
| ---------------------------------------- | ------------- | -------------- | --------- | ---------------------------------------------------------------- |
| décembre 1996                            | janvier 2013  | Alain Lucas    | UMP       | Maire de Vendoire (depuis 1995)                                  |
| février 2013                             | décembre 2013 | Didier Bazinet |           | Maire de Coutures (depuis 2001) Conseiller général (depuis 2004) |
| Les données manquantes sont à compléter. |               |                |           |                                                                  |

## Compétences
- Activités culturelles ou socioculturelles
- Activités péri-scolaires
- Activités sportives
- Amélioration du parc immobilier bâti d'intérêt communautaire
- Assainissement collectif
- Assainissement non collectif
- Collecte des déchets des ménages et déchets assimilés
- Développement économique
- Environnement
- Équipements ou établissements culturels, socioculturels, socio-éducatifs ou sportifs
- Opération programmée d'amélioration de l'habitat (OPAH)
- Plans locaux d'urbanisme
- Programme local de l'habitat
- Tourisme
- Traitement des déchets des ménages et déchets assimilés
- Voirie
- Zones d'activités industrielle, commerciale, tertiaire, artisanale ou touristique

### Sources
- Le SPLAF (Site sur la Population et les Limites Administratives de la France)
- La base ASPIC de la Dordogne - (Accès des Services Publics aux Informations sur les Collectivités)